# David Giles
David Giles, född den 27 november 1964 i Sydney, är en australisk seglare.
Han tog OS-brons i starbåt i samband med de olympiska seglingstävlingarna 1996 i Atlanta.